# تورشتاین یوهانسن
تورشتاین یوهانسن (انگلیسی: Thorstein Johansen; ۷ ژانویهٔ ۱۸۸۸ – ۲ اوت ۱۹۶۳) تیرانداز اهل نروژ بود.
وی در مسابقات کشوری و بین‌المللی در مجموع برندهٔ ۱ مدال طلا شده‌است.